# Warfield (Wirginia)
Warfield – jednostka osadnicza w Stanach Zjednoczonych, w stanie Wirginia, w hrabstwie Brunswick.